# Charity Sanoy
Charity Sanoy (21 agosto 1987) è una doppiatrice e cantante statunitense.
Ha iniziato a lavorare come doppiatrice dall'età di 10 anni nella serie animata The Rugrats e successivamente in Il re leone II - Il regno di Simba in cui recita nella parte cantata di Kiara da giovane.

## Doppiaggio
- The Rugrats (1 episodio, 1997)
- Il re leone II - Il regno di Simba (1998) - parte cantata